# Moisej Samuilovič Vajnberg
Moisej Samuilovič Vajnberg, in russo Моисей Самуилович Вайнберг?, nato Mojsze Wajnberg e noto anche come Mieczysław Weinberg (Varsavia, 12 gennaio 1919 – Mosca, 26 febbraio 1996), è stato un compositore sovietico di origine polacca.

## Biografia
Figlio di un violinista e direttore di un teatro yiddish, nacque a Varsavia da una famiglia ebrea di origine moldava emigrata da Chișinău a seguito dei pogrom del 1903 e 1905, nei quali morirono i nonni e molti altri parenti. Mieczysław Weinberg (secondo la grafia più comune) rivelò una precoce vocazione per la musica. All'età di dieci anni suonava il piano, due anni dopo entrò nel Conservatorio di Varsavia dove si diplomò nel 1939, alla vigilia della guerra; avrebbe dovuto recarsi negli Stati Uniti per continuare gli studi, ma l'invasione tedesca che dette inizio alla seconda guerra mondiale determinò lo sviluppo della sua carriera professionale. Per sottrarsi ai nazisti Weinberg fuggì verso est, a Minsk, nella zona contemporaneamente occupata dall'Armata rossa sovietica. I genitori e la sorella sarebbero morti assassinati nel lager di Trawniki.
A Minsk, studiò composizione con Vasilij Zolotarëv, che era stato discepolo di Balakirev e Rimskij-Korsakov. Da questo momento in poi sarà conosciuto con la forma russa del suo nome, comprensivo di patronimico, Moisej Samuilovič Vajnberg.
Nel giugno 1941 la Wehrmacht iniziò l'invasione dell'Unione Sovietica; Vajnberg fu evacuato a Taškent in Uzbekistan, dove trovò lavoro nel Teatro dell'opera cittadino. A Taškent sposò Natalija Vovsi, figlia di un attore di teatro yiddish. Risale a questi anni l'inizio della duratura amicizia con il compositore russo Dmitrij Šostakovič che sarebbe rimasto impressionato dalla sua Sinfonia n. 1 (1942), contenente una dedica all'Armata Rossa.
Grazie all'appoggio di Šostakovič, Vajnberg si trasferì nel 1943 a Mosca. Dopo la guerra quattro sue opere furono inserite nell'ordine n. 17 (14 febbraio 1949) del Comitato delle arti sotto l'egida del Consiglio dei ministri dell'URSS, vale a dire la lista nera delle creazioni letterarie e artistiche accusate di «formalismo»: tra queste il Quartetto d'archi n. 6 op. 35. Il suocero Solomon Michoėls fu coinvolto nel cosiddetto complotto dei dottori, l'ultima “purga” staliniana, e scomparve. Posto sotto sorveglianza giorno e notte per cinque anni dal 1948, nel 1953 Vajnberg fu arrestato nel quadro delle persecuzioni contro l’intelligencija ebrea sovietica. La morte di Stalin portò un allentamento della repressione, e su intercessione di Šostakovič presso Lavrentij Berija il compositore ottenne una piena riabilitazione politica. Ricevette il Premio di Stato dell'Unione Sovietica nel 1971 e il titolo di Artista del Popolo della RSFS Russa nel 1980.
Vajnberg visse fino alla morte a Mosca, ma rimase una figura marginale nel panorama musicale sovietico, al punto di dover lavorare componendo non solo per il teatro e il cinema, ma anche per la televisione e il circo. Sua è la colonna sonora del film Quando volano le cicogne (1957) di Michail Kalatozov e quella per i cartoni animati della serie di Vinni-Puch. Benché abbia scientemente scelto la via della musica tratta dal folclore, la sua vena artistica lo portò lontano dallo standard culturale del realismo socialista, soprattutto per l'ispirazione da melodie ebraiche.
Ammiratori della sua musica furono sia il violoncellista Mstislav Rostropovič (al quale Vajberg dedicò il suo Concerto per violoncello e orchestra in do minore op. 43) che Svjatoslav Richter. La sua influenza potrebbe essere stata decisiva nel crescente interesse di  Šostakovič per la musica ebraica.

## Catalogo delle composizioni
Il catalogo delle sue composizioni comprende 164 entrate classificate in 154 numeri d'opera, tra cui:
1. 7 opere liriche
2. 3 operette
3. 22 sinfonie
4. 17 quartetti d'archi
5. 10 concerti
6. 8 sonate per violino
7. 40 partiture per il cinema